# Gaël Kakuta
Gaël Romeo Kakuta Mambenga (* 21. června 1991 Lille) je konžský profesionální fotbalista, který hraje na pozici ofensivního záložníka za francouzský klub RC Lens a za konžský národní tým.

## Klubová kariéra
Pozorovatele Chelsea zaujal v sezóně 2009/10. Poprvé za Chelsea nastoupil 21. listopadu 2009 proti klubu Wolverhampton Wanderers doma na Stamford Bridge.[zdroj?]
31. ledna 2014 (poslední den zimního přestupního termínu v západní Evropě) odešel na hostování z Chelsea do italského klubu SS Lazio, kde zůstal do konce sezony. V červenci 2014 odešel hostovat do španělského klubu Rayo Vallecano.

## Reprezentační kariéra
Reprezentoval Francii na mládežnických úrovních. Byl členem týmu U19, který získal zlaté medaile na domácím Mistrovství Evropy hráčů do 19 let v roce 2010, když ve finále porazil Španělsko 2:1. Kakuta na turnaji vstřelil 2 góly a ve finále přihrál na vítěznou branku. Byl to druhý titul pro Francii v této věkové kategorii (první získala v roce 2005). Získal ocenění „nejlepší hráč šampionátu“ (Golden Player).

## Úspěchy

### Reprezentační
- Francie
  - Mistrovství Evropy U19: 1. místo (2010)[3]

### Individuální
- Nejlepší hráč Mistrovství Evropy U19: 2010 [3][1]